# Fliegerführer Atlantik
Fliegerführer Atlantik war ab dem 15. März 1941 die Bezeichnung einer Dienststellung bzw. einer Kommandobehörde auf Brigadeebene der deutschen Luftwaffe im Zweiten Weltkrieg. Ihre Hauptaufgabe war die Kriegsführung gegen die Alliierten im Nordatlantik, in der Atlantikschlacht.

## Geschichte

### Vorgeschichte
Die Kommandobehörde des Fliegerführers Atlantik entstand aus einer Kontroverse zwischen der Kriegsmarine und der Luftwaffe heraus. Der Befehlshaber der U-Boote, Admiral Karl Dönitz hatte immer wieder mehr Luftaufklärung für seine U-Boote im Nordatlantik gefordert, um gegnerische Frachtschiffgeleitzüge zur Versorgung Großbritanniens zu finden. Dem Oberbefehlshaber der Kriegsmarine, Großadmiral Erich Raeder gelang es am 6. Januar 1941 von Hitler die Zusage zu erhalten, das die I. Gruppe des Kampfgeschwaders 40, mit ihren Langstreckenaufklärern vom Typ Focke-Wulf Fw 200 der Kriegsmarine unterstellt wird. Pikanterweise befand sich der Oberbefehlshaber der Luftwaffe, Reichsmarschall Hermann Göring, zu diesem Zeitpunkt im Urlaub, sodass er vorerst nicht intervenieren konnte. Am 28. Februar erreichte Göring bei Hitler, das die Unterstellung wieder rückgängig gemacht wurde, sagte aber zu ein spezielles Fliegerkommando aufzustellen, das die Zusammenarbeit der Luftwaffe mit der Kriegsmarine im Nordatlantik verbessern sollte.

### Aufstellung
Die Dienststelle des Fliegerführers Atlantik wurde am 15. März 1941 aus Teilen des IV. Fliegerkorps aufgestellt. Sie bezog ihr Hauptquartier im Chateau Branderion nahe Vannes, im vom Deutschen Reich besetzten Teil Frankreichs. Erster Fliegerführer war Generalleutnant Martin Harlinghausen, der sich durch seine Vita als ehemaliger Marineoffizier und Chef des Stabes des auf den Seeluftkampf spezialisierten X. Fliegerkorps, besonders für diese Aufgabe anbot. Er sollte mit den ihm unterstellten Verbänden gegnerische Kriegs- und Handelsschiffe im Nordatlantik aufklären, an die Kriegsmarine weitermelden und auch aus der Luft selbstständig bekämpfen. Ein Zusammenwirken mit eigenen Kriegsschiffen und U-Booten wurde angestrebt. Dazu erhielt er überwiegend Fliegerverbände mit Flugzeugen großer Reichweite, wie die Focke-Wulf Fw 200 oder See-Mehrzweckflugzeuge wie die Arado Ar 196. Operativ gab es durch die Aufgabenstellung eine enge Abstimmung und Zusammenarbeit mit dem Marinegruppenkommando West und dem Führer der U-Boote.

### Einsätze
1941
Im März 1941 erfassten die Focke-Wulf Fw 200 der I. Gruppe des Kampfgeschwaders 40 (I./KG 40) im Nordatlantik einen Outbound-Geleitzug und versenkten aus OB 292 den niederländischen Frachter Simaloer (Lage), sowie am 25. März die Einzelfahrer Beaverbrae (Lage) und Empire Mermaid (Lage). Anschließend, im Mai 1941 sichteten erneut Fw 200 der I./KG 40 mehrere Konvois und versenkten daraus die Somerset, (Lage) die Karlander (Lage) und die Statesman (Lage). Am 9. Juni wurden nordwestlich von Färöer der britische Fischfrachter Diana (Lage) und der von Baltimore nach Petsamo laufende finnische Frachter Fenix (Lage) aufgespürt und mit Bomben versenkt. Dabei starb jeweils ein Mitglied der Schiffsbesatzung.  Am 18. Juli kehrte die Besatzung des Gruppenkommandeurs der I. Gruppe, Hauptmann Fritz Fliegel von einem Aufklärungsflug über dem Nordatlantik nordöstlich von Irland nicht zurück. Fliegel, der deutscher Meister im Bahnradsport war und seine Besatzung wurden mit ihrer Fw 200 C-3/U2 (Geschwaderkennung F8+AB) von einer Schiffs-Flak abgeschossen und blieben vermisst. Posthum erfolgte seine Beförderung zum Major.
1942
Ab März 1942 verlegte die gesamte I./KG 40 nach Trondheim in Norwegen zum Fliegerführers Nord (West) der Luftflotte 5. 
1943
Ab Januar 1943 war die V./KG 40, ausgestattet mit der Junkers Ju 88C, einer Jägerversion des eigentlich als Bomber fungierenden Flugzeugs, dem Fliegerführer Atlantik unterstellt. Ihre Hauptaufgabe war die Jagd auf alliierte Marineflugzeuge wie die Short Sunderland, die in der Biskaya Jagd auf deutsche ein- oder auslaufende U-Boote machten. Am 13. September 1943, gelang es Flugzeugen der I./KG 40, 250 Seemeilen südwestlich von Kap Finisterre den britischen Frachter Fort Barbine (Lage) zu versenken.
Am 1. Juni befanden sich acht Ju 88C-6 der V./KG 40 des Fliegerführers Atlantik in der Biskaya, als sie auf ein ziviles Passagierflugzeug vom Typ DC-3 von der Fluggesellschaft KLM trafen. Der Passagierflug BOAC Flight 777 von Lissabon nach London hatte 13 Passagiere an Bord, darunter den englischen Schauspieler Leslie Howard und den aus Deutschland vertriebenen Unternehmer Wilfrid Israel und 4 Besatzungsmitglieder. Leutnant Albrecht Bellstedt von der 14. Staffel, schoss die Maschine ab, wobei alle Insassen starben. Bis heute sind die Umstände des Abschusses nicht restlos aufgeklärt und es existieren verschiedene Theorien, aus welchem Grund die Zivilmaschine abgeschossen wurde.
Ab Oktober war die Fernaufklärungsgruppe 5 (FAGr 5) dem Fliegerführer unterstellt. Diese hatte in der 1. und 2. Staffel den Fernaufklärer Junkers Ju 290 in ihren Reihen, ausgestattet mit dem Schiffssuchgerät FuG 200 Hohentwiel. Der erste Feindflug dieses Verbandes fand am 15. November 1943 über dem Atlantik statt. Bis zum 16. August 1944 wurde als Basis der Militärflugplatz Mont-de-Marsan genutzt. In dieser Zeit flog die FAGr 5 insgesamt 191 Atlantikeinsätze mit 2438 Flugstunden. Dabei gingen neun Maschinen verloren.
1944
Später, am 10. Februar 1944, versenkten Flugzeuge der I./KG 40, vor der isländischen Ostküste bei Seidisfjord, den vor Anker liegenden Tanker El Grillo (Lage). Am 1. April 1944 wurde die Dienststelle aufgelöst und in den Stab des X. Fliegerkorps überführt.

## Fliegerführer
| Dienstgrad          | Name                 | Datum                                                 |
| ------------------- | -------------------- | ----------------------------------------------------- |
| Generalleutnant     | Martin Harlinghausen | 31. März 1941 bis 5. Januar 1942                      |
| Generalmajor        | Wolfgang von Wild    | in Vertretung vom 30. Oktober 1941 bis 5. Januar 1942 |
| General der Flieger | Ulrich Kessler       | 5. Januar 1942 bis 1. April 1944                      |

## Unterstellung
| Unterstellung | von           | bis           |
| ------------- | ------------- | ------------- |
| Luftflotte 3  | 15. März 1941 | 1. April 1944 |

## Unterstellte Verbände
| Verbände am 22. Juni 1941    | Flugzeuge | Flugzeuge | Flugzeugtypen                                                | Liegeplatz               | Lage                                   |
| Verbände am 22. Juni 1941    | Soll      | Ist       | Flugzeugtypen                                                | Liegeplatz               | Lage                                   |
| I./Kampfgeschwader 40        | 37        | ?         | Focke-Wulf Fw 200C, Heinkel He 111H                          | Bordeaux-Merignac        | 44.82897 -0.712395                     |
| II./Kampfgeschwader 40       | 37        | ?         | Heinkel He 111, Dornier Do 217                               | Cognac                   | 45.657248 -0.313797                    |
| III./Kampfgeschwader 40      | 37        | ?         | Focke-Wulf Fw 200C, Heinkel He 111H                          | Bordeaux-Merignac        | 44.82897 -0.712395                     |
| Küstenfliegergruppe 606      | 37        | ?         | Dornier Do 17Z, Junkers Ju 88A                               | Lannion                  | 48.755556 -3.477778                    |
| 3./Küstenfliegergruppe 106   | 12        | ?         | Junkers Ju 88                                                | Amsterdam-Schiphol       | 52.308614 4.763889                     |
| 2./Küstenfliegergruppe 506   | 12        | ?         | Heinkel He 115                                               | Brest-Süd                | 48.282336 -4.443798                    |
| 1./Küstenfliegergruppe 906   | 12        | ?         | Heinkel He 115                                               | Hourtin                  | 45.212778 -1.126389                    |
| 5./Bordfliegergruppe 196     | 12        | ?         | Arado Ar 196                                                 | Cherbourg                | 49.648611 -1.627778                    |
| 3./Fernaufklärungsgruppe 122 | 12        | ?         | Junkers Ju 88                                                | Amsterdam-Schiphol       | 52.308614 4.763889                     |
| Insgesamt                    | 208       | ?         |                                                              |                          |                                        |
| Verbände am 30. Juni 1942    | Flugzeuge | Flugzeuge | Flugzeugtypen                                                | Liegeplatz               | Lage                                   |
| Verbände am 30. Juni 1942    | Soll      | Ist       | Flugzeugtypen                                                | Liegeplatz               | Lage                                   |
| 9./Kampfgeschwader 40        | 12        | ?         | Focke-Wulf Fw 200C                                           | Bordeaux-Merignac        | 44.82897 -0.712395                     |
| Kampfgruppe 106              | 37        | 28        | Junkers Ju 88A-4                                             | Dinard-Pleurtuit         | 48.591667 -2.083333                    |
| Stab/Küstenfliegergruppe 406 | 1         | 1         | Blohm & Voss BV 138                                          | Brest-Süd                | 48.282336 -4.443798                    |
| 2./Küstenfliegergruppe 906   | 12        | ?         | Heinkel He 115C                                              | Brest-Süd                | 48.282336 -4.443798                    |
| 5./Bordfliegergruppe 196     | 12        | 19        | Arado Ar 196A                                                | Hourtin                  | 45.212778 -1.126389                    |
| 3./Fernaufklärungsgruppe 123 | 12        | 14        | Junkers Ju 88D, Messerschmitt Bf 110E, Messerschmitt Bf 109F | Lannion                  | 48.755556 -3.477778                    |
| Insgesamt                    | 86        | 62+       |                                                              |                          |                                        |
| Verbände am 30. Juni 1943    | Flugzeuge | Flugzeuge | Flugzeugtypen                                                | Liegeplatz               | Lage                                   |
| Verbände am 30. Juni 1943    | Soll      | Ist       | Flugzeugtypen                                                | Liegeplatz               | Lage                                   |
| III./Kampfgeschwader 40      | 37        | 30        | Focke-Wulf Fw 200C, Heinkel He 177A-1                        | Bordeaux-Merignac        | 44.82897 -0.712395                     |
| V./Kampfgeschwader 40        | 37        | 45        | Junkers Ju 88C-6                                             | Bordeaux-Merignac Cognac | 44.82897 -0.712395 45.657248 -0.313797 |
| 5./Bordfliegergruppe 196     | 12        | 24        | Arado Ar 196A, Focke-Wulf Fw 190A                            | Hourtin                  | 45.212778 -1.126389                    |
| 3./Fernaufklärungsgruppe 123 | 12        | 12        | Junkers Ju 88                                                | Rennes                   | 48.070833 -1.734722                    |
| Insgesamt                    | 98        | 111       |                                                              |                          |                                        |

Anmerkungen
1. ↑  Sollstärke nach Kriegsausrüstungsnachweis
2. ↑  Iststärke (die tatsächlich in der Einheit vorhandenen Flugzeuge)
3. ↑  Bedeutung der Abkürzungen, siehe Organisation der Geschwader